# Bacino di decantazione

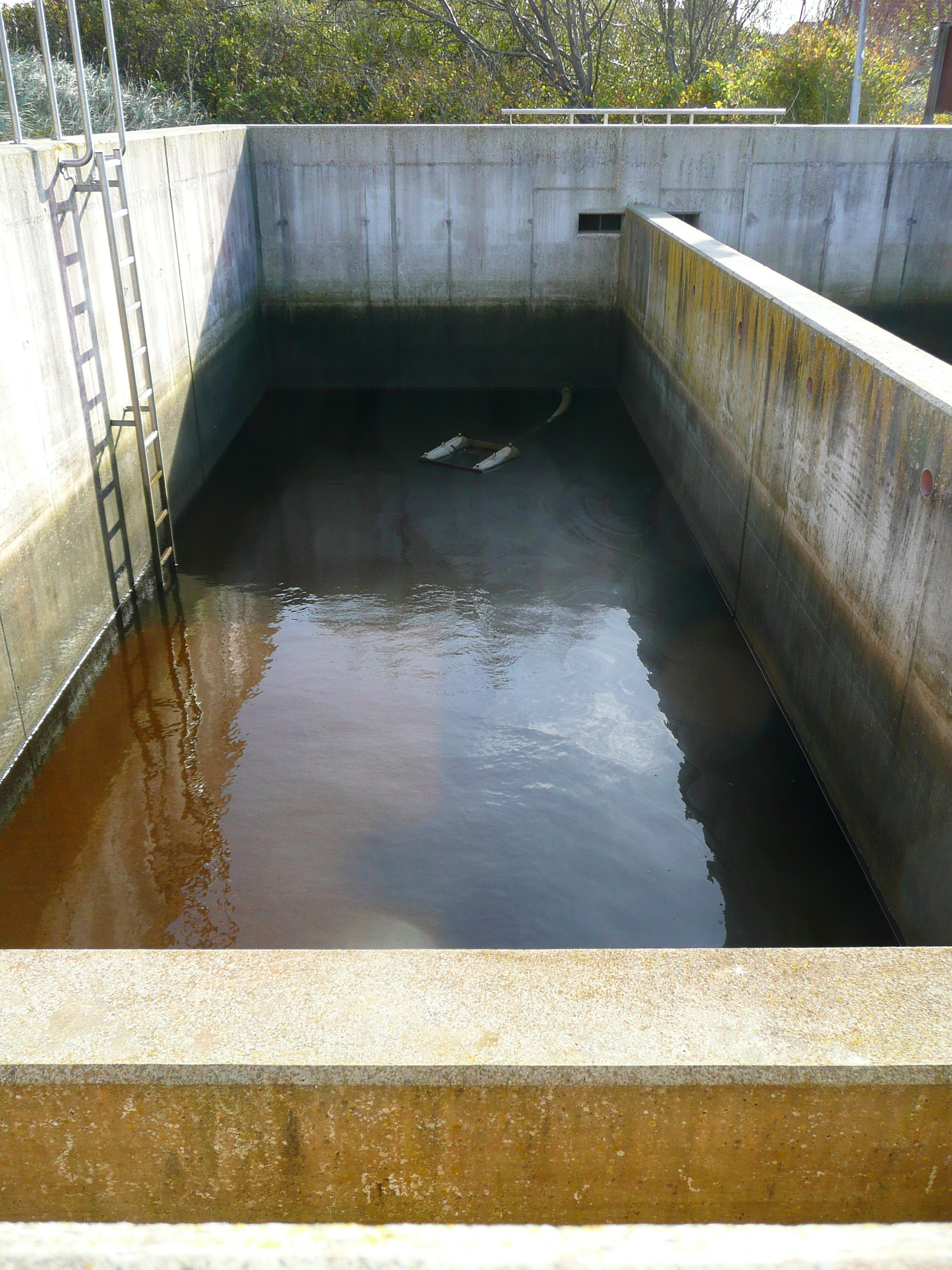
Un bacino di decantazione.

Un bacino di decantazione è una grande vasca in cui vengono decantati i liquidi carichi di materie solide in sospensione al fine di separarle dalla fase liquida.

## Caratteristiche
Risulta di grande volume ed è generalmente ricavato mediante scavo. Le acque, provenienti da scarichi civili o industriali, sostano per decantare, permettendo l'eliminazione della gran parte dei solidi.
Lo stoccaggio di acque in grossi bacini allo scopo di separarne la frazione solida è inoltre utilizzato nell'industria mineraria. In mancanza di una corretta manutenzione questi possono essere causa di rischi per le popolazioni circostanti.
Le vasche di decantazione vengono utilizzate anche nell'irrigazione dei campi, al fine di ridurre la velocità dell'acqua del canale irriguo e permettere la decantazione dei materiali solidi che l'acqua trasporta in sospensione.

## Incidenti
Nel corso degli anni, a causa dei pochi controlli o dei difetti di costruzione, i grandi bacini di decantazione sono stati soggetti a crolli e cedimenti, spesso causando enormi perdite umane e gravi danni a livello ambientale. Gli incidenti più noti:
- disastro di Zgorigrad, Bulgaria: a mezzogiorno del 1º maggio 1966 il crollo di un bacino della miniera di Mir-Plakanica causa la fuoriuscita di una colata di fango della portata di circa 450.000 metri cubi che travolge la località di Zgorigrad e il comune di Vraca. Nonostante i morti ufficiali siano 107, le stime più accreditate parlano di 488 vittime;
- disastro di Buffalo Creek, Stati Uniti d'America: la mattina del 26 febbraio 1972, nello stato federato della Virginia Occidentale, il bacino di una miniera di carbone crolla causando una catastrofica inondazione di marea nera della portata di circa 500.000 metri cubi che distrugge Saunders e altre località vicine della contea di Logan, provocando 125 morti;
- disastro della Val di Stava, Italia: alle 12:22 del 19 luglio 1985 i due bacini di decantazione dell'impianto di trattamento della fluorite presso la miniera di Prestavel crollano, causando un'ondata di acqua inquinata, sabbia e limo di circa 180.000 metri cubi che travolge il paesino di Stava e alcune vie del centro di Tesero, in Trentino. Nella catastrofe perdono la vita 268 persone;
- catastrofe di Baia Mare, Romania: la sera del 30 gennaio 2000 crolla un bacino di decantazione di una miniera per l'estrazione dell'oro a Baia Mare causando la dispersione di circa 300.000 metri cubi di metalli pesanti nei fiumi Tibisco e Danubio. Non ci furono vittime umane ma il disastro causò una moria di circa 1.400 tonnellate di pesce;
- incidente della fabbrica di alluminio di Ajka, Ungheria: il 4 ottobre 2010 si apre una falla nell'argine della vasca che contiene fanghi rossi, causando la dispersione di quasi 1 milione di metri cubi di materiale che colpisce le cittadine di Kolontár e Devecser e provoca anche la contaminazione del fiume Danubio. I morti furono 8;
- disastro ambientale di Bento Rodrigues, Brasile: alle 15:30 del 5 novembre 2015 cede l'argine del bacino Fundão della miniera Germano a Mariana, nello stato di Minas Gerais. Una massa di 62 milioni di metri cubi di fanghi tossici precipita a valle, distruggendo il villaggio di Bento Rodrigues e provocando 13 morti e 19 dispersi. Inoltre il flusso dei fanghi giunge presto nel Rio Doce, contaminandolo, che trasporterà poi i materiali fino all'oceano Atlantico. Gli ambientalisti dichiararono che l'inquinamento nella zona si smaltirà entro 100 anni;
- disastro ambientale di Brumadinho, Brasile: il 25 gennaio 2019, sempre nello stato di Minas Gerais, cede un bacino di una miniera di ferro presso il villaggio di Córrego do Feijão a pochi chilometri da Brumadinho. Una valanga di residui metallici di 12 milioni di metri cubi causa la morte accertata di 179 persone.